# Rattikan Thongsombut
Rattikan Thongsombut (thai: รัตติกาล ทองสมบัติ), född 7 juli 1991, är en thailändsk fotbollsspelare.
Hon spelar som mittfältare i det thailändska landslaget och för klubblaget BG Bundit Asia.